# Konrad Sam
Konrad Sam (auch Conrad Sam; * um 1483 in Rottenacker; † 20. Juni 1533 in Ulm) war ein reformierter deutscher Theologe und Reformator der Stadt Ulm.

## Leben
Sam besuchte die Lateinschule in Ulm und studierte ab 1498 an der Universität Tübingen, 1505 bis 1509 an der Universität Freiburg. Dort machte er den Abschluss zum Lizenziat des Rechts. Ab 1515 war er an der Stadtkirche St. Jakobus in Brackenheim als Prediger tätig. Nachdem er sich ungefähr ab 1519 der Reformation angeschlossen hatte, musste er 1524 Brackenheim verlassen und kehrte nach Ulm zurück, wurde vom Magistrat der Stadt als Prediger angenommen und setzte sich fortan mit Überzeugungskraft für die Reformation ein. Er schloss die Ehe mit der aus Bayern stammenden Elisabeth, verehelichte Sam. Nach seinem Tod im Jahre 1533 wohnten bei ihr der Humanist Kaspar Brusch, Hofpfalzgraf und ein mit der Dichterkrone gekrönter Poet, welcher in Ulm Kunigunde, geborene Stumpf, geheiratet hatte.

## Wirken
Erste Kontakte zum Begründer der Reformation, Martin Luther, nahm Konrad Sam 1520 auf. Luther sandte ihm einen wohlwollenden Brief und einige seiner Schriften. Auch mit seinem Predigerkollegen aus Ulm, Johann Eberlin von Günzburg, war er in Verbindung.
Sam, der durch seine Predigten vor allem die Ulmer Bürger für den evangelischen Glauben gewinnen konnte, predigte im Ulmer Münster.  Mit zahlreichen katholischen Gegnern, vor allem Johannes Eck, lieferte er sich Streitgespräche. Als er sich jedoch von den Gedanken Martin Luthers entfernte und sein Augenmerk mehr und mehr auf die religiösen Vorstellungen Ulrich Zwinglis richtete, und auch zu Johannes Oekolampad Beziehungen aufbaute, entstanden für ihn und die Kirchengemeinde in Ulm bedeutende religiöse Fragen.
Als Befürworter der Lehre Zwinglis vertrat Konrad Sam in seinem 1526 verfassten Katechismus Gedanken des Wolfgang Capito, einem Vermittler zwischen den Lagern Luthers und Zwinglis, aber auch des Andreas Althamer, einem bekennenden Lutheraner.  Seine Schrift aus dem Jahr 1531 mit einer neuen Kirchenordnung wurde vom Ulmer Magistrat abgelehnt.
Der laufende Abendmahlsstreit zwischen Martin Luther und Ulrich Zwingli belasteten die Entscheidungen des Ulmer Magistrat, der mit Hilfe eines Neunerausschusses nach einer Lösung suchte. Um zu einer Kirchenverfassung zu kommen, wurde Martin Bucer geholt, ein Vermittler und Verfasser der Confessio Tetrapolitana. Nun wurde das evangelische Abendmahl öffentlich gehalten und Ulm nahm 1532, ein Jahr vor dem Ableben des Konrad Sam die Confessio Augustana, eine Anlehnung an die Lehre Luther an.
Als Nachfolger von Konrad Sam wirkte Martin Frecht, der die Ulmer Reformation mehr im lutherischen Sinne fortsetzte.

## Werke (Auswahl)
- Catechismus oder Christenlicher Kinderbericht, 1526.
- Ain schöner und wolgeteutschter grüntlicher bericht für den gemeinen menschen, ob der leyb Jesu Christi im himel zu der gerechten Gottes … zu suchen, 1526.
- Einfeltiger warer und Christlicher verstand des Heiligen nachtmals Jesu Christi, 1526.
- Ein Trostbüechlin für die klainmuttigen und einfeltigen, die sich ergern der Spaltung halb, auß dem Nachtmal Christi erwachssen, 1526.
- Ein erzwungne antwurt Conradi Saums, Predigers zu Ulm, uff das unfrüntlich buochlin Hansen Schradins von Rütlingen, 1527.
- Christenliche underweysung der Jungen und Psalter Davidis, 1529.
- Handtbüchlin darinn begriffen ist die Ordnung und Weiß, wie die Sacrament unnd Ceremonien der Kirchen zu Ulm gebraucht und gehalten werden, 1531. Die Schrift gilt als erste Ulmer Kirchenagenda

## Ehrungen
In Brackenheim wurde das Gemeindehaus, in seinem Geburtsort Rottenacker eine Straße und im Münster der Stadt Ulm eine Kapelle nach Konrad Sam benannt.